# Telewizja Polska
Telewizja Polska S.A. (TVP sau Televiziunea Poloneză) este instituția publică de televiziune din Polonia. Este cea mai mare rețea de televiziune poloneză, cu toate că numărul ei de spectatori a scăzut din 2010. Aproximativ o treime din veniturile TVP provin dintr-o taxă TV plătită de receptor, în timp ce restul este acoperit din subvenții guvernamentale, reclame și sponsorizări. 
Conform legii audiovizualului din 1992, instituția este obligată să prezinte știrile cu obiectivitate și imparțialitate. Cu toate acestea, din 2015, TVP a fost descrisă pe scară largă ca prezentând unilateral favorabil Partidul Lege și Justiție aflat la guvernare, lucru care a fost comparat cu propaganda fostului regim comunist. TVP s-a confruntat, de asemenea, cu critici pentru portretizarea persoanelor LGBT, a opoziției politice, a germanilor, a evreilor și a altor grupuri ca o conspirație din umbră care încearcă să submineze Polonia.

## Cronologie

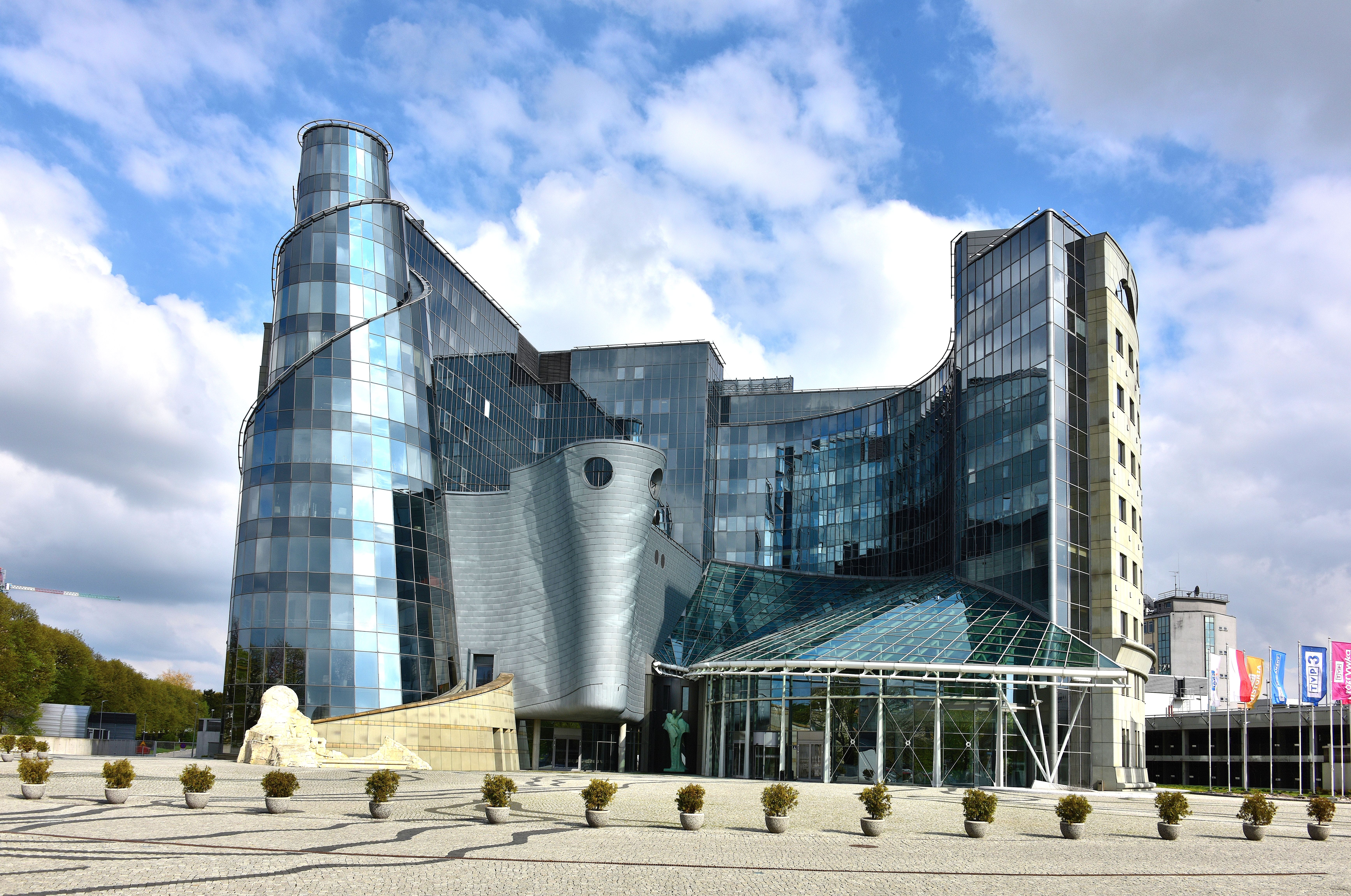
Sediul TVP de pe strada Jan Paweł Woronicz nr. 17 (ul. Jana Pawła Woronicza), Varșovia, Polonia

- 1935: PIT (Państwowy Instytut Telekomunikacyjny - Institutul Național de Telecomunicații) începe să lucreze împreună cu Radio Polonia la înființarea primului serviciu de televiziune.
- 1937: Finalizarea primei stații de difuzare alb-negru.
- 1938: lansarea canalului experimental, transmisie regulată programată pentru 1941.
- 1939: Toate echipamentele sunt distruse de armata germană.
- 1947: PIT reia lucrul la emisiunile de televiziune.
- 1951: Prima transmisie poloneză după al doilea război mondial .
- 1952: Începere programul regulat.
- 1957: Difuzarea primului eveniment sportiv; meciul de box Skra Warszawa - Gwardia Łódź [12]
- 1958: Emisiunea de știr Dziennik Telewizyjny („Jurnal”) a fost fondată.
- 1970: A fost fondat TVP2.
- 1971: Începerea transmisia color (în SECAM).
- 1989: Introducerea unui serviciu de teletext.
- 1989: Emisiunea Dziennik Telewizyjny a fost înlocuită de Wiadomości („Știri”).
- 1992: Telewizja Polska Spółka Akcyjna - ia naștere prin separarea emisiunilor publice de televiziune și radio printr-un act parlamentar.
- 1992: TVP Polonia începe transmisiile de probă.
- 1993: Polskie Radio i Telewizja (Radioteleviziunea Poloneză) se alătură Uniunii Europene a Radiodifuziunii ca membru activ
- 1994: Începutul schimbării de la sistemul SECAM la PAL pentru toate canalele, cu excepția TVP1 .
- 1995: Schimbarea de la SECAM la PAL a fost finalizată pe măsură ce TVP1 a trecut la acest sistem standard de culoare.
- 2003: Schimbarea siglei TVP.
- 2009: S-a deschis noua clădire a sediului principal de la Varșovia.
- 2013: Televiziunea analogă terestră  și-a încheiat transmisia

## Canale TVP
Canalele transmise prin sistemul DVB-T, și anume TVP HD și TVP Seriale, sunt canale de televiziune cu plată. TVP Polonia, TVP Info și TVP Historia sunt disponibile prin sistemul DVB-T și în Lituania.

### Canale generale și regionale
- TVP1: în principal știri, actualități, filme, drame, emisiuni pentru copii și sport. Transmite 23,5 ore pe zi.
- TVP2: în principal știri, filme, comedie, telenovele, seriale, stand-up comedy, cultură, sport și spectacole de jocuri. Transmite 23,5 ore pe zi.
- TVP3: canal axat pe regiune, care difuzează programe locale și acționează ca etichetă umbrelă pentru posturile locale, inclusiv:
  - TVP3 Białystok din Białystok pentru regiunea Podlaskie
  - TVP3 Bydgoszcz în Bydgoszcz-Toruń pentru regiunea Cuiavia-Pomerania
  - TVP3 Gdańsk în Trójmiasto pentru regiunea Pomerania,
  - TVP3 Gorzów Wielkopolski în Gorzów Wielkopolski pentru regiunea Lubusz
  - TVP3 Katowice în Katowice  pentru regiunea Silezia
  - TVP3 Kielce în Kielce pentru regiunea Sfânta Cruce
  - TVP3 Kraków În Cracovia pentru regiunea Polonia Mică
  - TVP3 Lublin pentru regiunea Lublin
  - TVP3 Łódź pentru regiunea Łódź
  - TVP3 Olsztyn pentru regiunea Varmia-Masuria
  - TVP3 Opole pentru regiunea Opole
  - TVP3 Poznań pentru regiunea Polonia Mare
  - TVP3 Rzeszów pentru regiunea Subcarpatică
  - TVP3 Szczecin pentru Pomerania de Vest
  - TVP3 Warszawa pentru Varșovia și regiunea Masovia
  - TVP3 Wrocław pentru regiunea Silezia de Jos

### Canale HD
- TVP1 HD: versiunea HD a TVP1, de la 1 iunie 2012;
- TVP2 HD: versiunea HD a TVP2, de la 1 iunie 2012;
- TVP Info HD: versiunea HD a TVP Info, de la 30 septembrie 2016;
- TVP HD: cele mai bune producții TVP în HD, de la 6 august 2008;
- TVP Sport HD: versiunea HD a TVP Sport, de la 12 ianuarie 2014.
- TVP Kultura HD: versiunea HD a TVP Kultura, introdusă pe 23 octombrie 2019.

### Canale de specialitate
- TVP Dokument: canal de filme documentare.[13]
- TVP Info: canal de știri. Transmite 24 de ore pe zi.
- TVP Historia: canal de istorie. Transmite 20 de ore pe zi.
- TVP Kultura: canal de cultură de înaltă calitate. Transmite 21 de ore pe zi.
- TVP Rozrywka: canal de divertisment disponibil pe cablu, satelit și DSL. Transmite 21 de ore pe zi.
- TVP Seriale: canal de seriale. Transmite 22 de ore pe zi.
- TVP Sport: canal sport. Transmite 24 de ore pe zi.
- TVP ABC: canal pentru copii. Transmite 18 ore pe zi.
- TVP Parlament: canal parlamentar. Transmisiuni online.
- TVP ABC 2: canal kids.
- TVP Kobieta: canal de programe destinate femeilor.
- TVP Nauka
- Alfa TVP
- TVP Historia 2: canal de istorie. Transmite 20 de ore pe zi.
- TVP Kultura 2: canal de cultură de înaltă calitate. Transmite 21 de ore pe zi.
- Jasna Góra TV

### Canale internaționale
- TVP Polonia - retransmite programele TVP selectate pentru diaspora polonă din SUA, Canada, America Latină, Australia și Noua Zeelandă, Africa de Sud, Europa și Caucaz. Transmite 24 de ore pe zi.
- Belsat TV - canal în limba bielorusă care prezintă știri și programe specifice Belarusului. Transmite 16 ore pe zi.
- TVP Wilno - canal care prezintă știri și programe pentru diaspora poloneză din regiunea Vilnius din Lituania, disponibil în DVB-T în această țară.
- TVP World

### Canalele viitoare
- TVP Wiedza [14] [15]

## Modificări din 2015
În 2015, guvernul a adoptat o lege care îi permite să numească direct conducătorul TVP. De atunci, TVP a manifestat părtinire față de partidul Lege și Justiție (Prawo i Sprawiedliwość, PiS), ceea ce a fost descris ca propagandă de critici. În 2018, The Economist a declarat: „crainicii [TVP]... laudă PiS slugarnic, în timp ce îi consideră pe critici ca fiind niște cripto-comuniști perfizi.
Organizația pentru libertatea presei Reporteri fără frontiere a scris în evaluarea sa din 2019 privind libertatea presei în Polonia că „pentru uciderea primarului din Gdansk, Pawel Adamowicz în ianuarie 2019, mulți au dat vina pe propaganda de ură difuzată de către radio-televiziunea de stat. Înaintea alegerilor pentru Parlamentul European din 2019, TVP a organizat 105 videoclipuri electorale, dintre care 68 din 69 despre partidul de guvernământ erau pozitive și toate cele 33 despre opoziție erau negative, potrivit unui studiu realizat de Societatea Jurnaliștilor.
Politologul polonez și activistul anti-rasism Rafał Pankowski a declarat: „Am vârsta suficientă pentru a-mi aminti cum era televiziunea controlată de comuniști în anii 1980 și pot spune cu siguranță că ceea ce avem acum este mai crud, mai primitiv și mai agresiv decât orice a fost difuzat în acea perioadă."
TVP a fost puternic criticat în perioada premergătoare alegerilor prezidențiale poloneze din 2020, fiind descris ca „purtătorul de cuvânt” al guvernului și ca având un „discurs guvernamental de ură” de către organizația Reporteri fără frontiere.
În 2020, postului i s-a ordonat retragerea unui documentar, Inwazja, lansat chiar înainte de alegerile din 2019. Comparând mișcarea LGBT în mod nefavorabil cu potopul suedez și comunismul, documentarul susținea că există o „invazie LGBT” în Polonia și că organizațiile LGBT au scopul de a legaliza pedofilia. Avocatul polonez al PoporuluiAdam Bodnar a declarat: „Materialul nu numai că reproduce stereotipuri și intensifică ura socială față de persoanele LGBT, dar și manipulează faptele”.
În timpul campaniei prezidențiale din 2020, televiziunea de stat a difuzat în cadrul emisiunii de știri Wiadomości un segment denumit Trzaskowski spełni żydowskie żądania? („Va răspunde Trzaskowski cererilor evreiești?”) cu privire la candidatul din partea partidului Platforma Civică Rafał Trzaskowski. O plângere a fost făcută de Comitetul Evreiesc American, Uniunea Comunităților Religioase Evreiești, Rabinul Șef al Poloniei, către Consiliul Național al Presei privind Etica; plângerea s-a referit la antisemitismul din program. Consiliul a concluzionat că nu numai că au fost făcute declarații antisemite în cadrul emisiunii, dar și că a încălcat etica jurnalistică: Wiadomości „s-a transformat într-un instrument de propagandă a unuia dintre candidații la aceste alegeri”.
Conform lui Timothy Garton Ash, „radio-difuzorul a coborât în lumea paranoică a extremei drepte, în care polonezii fără pată, eroici și mereu neînțeleși sunt victimele conspirațiilor unor forțe plutocratice subterane germane - evreiești - LGBT, care se întâlnesc în secret în castele elvețiene."
Președintele TVP, Jacek Kurski, a respins afirmația că organizația a încălcat legea audiovizualului și comentatorul conservator al mass-mediei și fostul angajat al TVP Jacek Karnowski a spus că postul „merită recunoaștere” pentru „promovarea consecventă a patriotismului și a gândirii pro-statale”.

## Cooperare internațională
În 2015, TVP a avut un acord cu BBC, conform căruia au lucrat împreună la producții de film și de televiziune.
Rețeaua TV de arte liberale franco-germană ARTE a anulat o cooperare de 15 ani cu TVP, când a aflat în februarie 2009 că directorul general al TVP, Piotr Farfał, era membru al partidului Liga Familiilor Poloneze (Liga Polskich Rodzin), care se opune „filosofiei canalului Arte bazată pe schimbul intercultural" și deoarece „partidul cu care președintele TVP este în prezent conectat nu împărtășește valorile europene”. Cooperarea a fost anulată din nou în ianuarie 2016 după o modificare a legii mass-mediei din Polonia, care a provocat temeri privind lipsa de pluralism și a independenței TVP.

## Audiențe ale unor emisiuni
În septembrie 2020, emisiunea TVP Wiadomości a fost cel mai popular program de știri din Polonia, cu o medie de 2,66 milioane de telespectatori pe zi.

## Istoria siglei
În perioada 1952–1992, sigla canalului a fost formată din literele lipite TP, cu T de culoare albă și P de culoare roșie TP. Din 1992–2003 s-a folosit pe un fundal negru litera de culoare verde T, roșu V, albastru P și cuvântul TELEWIZJA POLSKA S.A. și trei dungi: roșu, verde și albastru.
Din 2003 – prezent, sigla conține literele TVP cu alb pe fond albastru, fiecare literă într-un dreptunghi, iar pe al doilea rând se află inscripția TELEWIZJA POLSKA cu majuscule de culoare albastră.

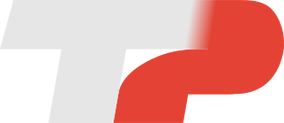
1952–1992
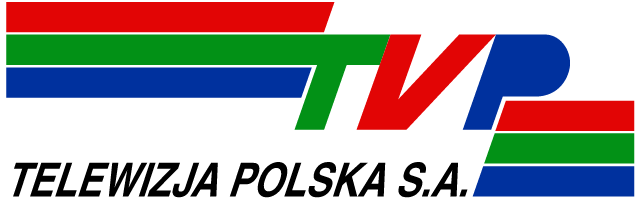
1992–2003
2003 – prezent